# غلين موريس
غلين موريس (بالإنجليزية: Glenn Morris)‏ (20 ديسمبر 1983 المملكة المتحدة - ) هو لاعب كرة قدم بريطاني يلعب كحارس مرمى.

## روابط خارجية
- غلين موريس على موقع قاعدة بيانات كرة القدم.إي يو (الإنجليزية)
- غلين موريس على موقع Soccerbase.com (لاعب) (الإنجليزية)
- غلين موريس على موقع Soccerway.com (الإنجليزية)